# Frederic Villiers
Frederic Villiers, född den 23 april 1852 i London, död den 3 april 1922, var en engelsk krigskorrespondent och tecknare.
Villiers bedrev konststudier vid Royal Academy i London, var 1876 i Serbien krigstecknare åt "Graphic" och följde i samma egenskap ryska armén under rysk-turkiska kriget 1877. Därefter var han "Graphics" korrespondent i Afghanistan 1878, under egyptiska fälttåget 1882, vid expeditionen för undsättning åt Gordon i Kartum 1884, i serbisk-bulgariska kriget 1886, i Burma 1887, med japanska armén i kriget mot Kina 1894, med grekiska armén i kriget mot Turkiet 1897, med Kitcheners expedition till Omdurman 1898 och med brittiska armén 1899-1900 i Boerkriget. Villiers åtföljde japanska armén i kriget mot Ryssland 1904-05 och var närvarande vid belägringen av Port Arthur, åtföljde spanska armén i Marocko 1909, den italienska under Tripoliskriget 1911, den bulgariska under första Balkankriget 1912-13 samt brittiska och franska arméerna på västfronten 1914-17 under Första världskriget. Dessemellan har han företagit föreläsningsturnéer i de brittiska kolonierna, Förenta staterna och Japan med flera länder. Villiers utgav de med pennteckningar rikt illustrerade arbetena Pictures of many wars (1902), Port Arthur (1905), Peaceful personalities and warriors bold (1907) och Villiers: his five decades of adventure (2 band, 1921).